# Богданович, Узбек Якубович
Узбек Якубович Богданович (1921―2012) ― советский российский ортопед-травматолог, доктор медицинских наук, профессор, Заслуженный деятель науки Татарской АССР, Заслуженный деятель науки РСФСР. Директор Научно-исследовательского центра «Восстановительная травматология и ортопедия» Академии Наук Республики Татарстан (1960―1986). Основоположник применения ядерно-магнитного резонанса в диагностике болезней опорно-двигательного аппарата.

## Биография
Родился в 1921 году. Участник Советско-финляндской и Великой Отечественной войны, награждён двумя орденами и тринадцатью медалями.
Окончил Казанский медицинский институт, после которого начал работать в Казанском Научно-исследовательском институте травматологии и ортопедии (КНИИТО) ординатором, научным сотрудником, учёным-секретарем.
В 1958 году защитил кандидатскую диссертацию, которая была посвящена истории развития костной пластики в России. В 1960 году стал директором Казанского Научно-исследовательского института травматологии и ортопедии.
В 1971 году защитил докторскую диссертацию по теме «Лечение переломов с применением антихолинэстеразных препаратов».
Вышел на пенсию в 1986 году. Умер в 2012 году в Казани.

## Научная деятельность
Исследовал проблемы профилактики травматизма, организации ортопедо-травматологической помощи населению, истории медицины и Казанской медицинской школы, лечения переломов и их последствий и осложнений.
Стал основоположником новых направлений в диагностике и лечении повреждений и заболеваний опорно-двигательного аппарата ― применения ядерно-магнитного резонанса при исследованиях суставной патологии и головного мозга, лазерной терапии при лечении деформирующих артрозов и последствий внутрисуставных повреждений.
Разработал новые методы операций при переломах тел позвонков и костей конечностей ― применении стягивающих пластин при компрессионных переломах тел позвонков, внутрикостного стержня-проводника при интрамедуллярном остеосинтезе бедренной кости. Также разработал новые способы лечения врожденных ложных суставов.